# Янн-Фіте Арп
Янн-Фіте Арп (нім. Jann-Fiete Arp, нар. 6 січня 2000, Бад-Зегеберг, Німеччина) — німецький футболіст, нападник клубу «Гольштайн».

## Ігрова кар'єра

### Клубна
Янн-Фіте Арп народився у містечку Бад-Зегеберг, що на півночі Німеччини. З 2010 року футболіст займався футболом в академії клубу «Гамбург». У вересні 2017 року Арп дебютував в першій команді «Гамбурга» у матчах Бундесліги. В тому ж році Янн-Фіте отримав нагороду молодому гравцю - Медаль Фріца Вальтера.
Перед сезоном 2019/20 футболіст перейшов до мюнхенської «Баварії». Через високу конкуренцію в основі мюнхенського клубу Арп так і не зумів пробитися до першої команди. Був лише в заявках на гру але на поле не виходив. А паралельно з цим нападник грав за дублюючий склад «Баварії» у Лізі 3.
Влітку 2022 року для набору ігрової практики нападника було відправлено в оренду до клубу Другої Бундесліги «Гольштайн». Де він провів повноцінний сезон. Після закінчення оренди через рік футболіст підписав з «Гольштайном» контракт на постійній основі терміном на два роки. У сезоні 2023/24 посівши з клубом друге місце, виборов право на підвищення до Першої Бундесліги.

### Збірна
У 2017 році у складі юнацької збірної Німеччини (U-17) Арп брав участь у юнацькому чемпіонаті Європи в Хорватії. На турнірі нападник оформив два хет-трики.
У тому ж році Янн-Фіте грав на юнацькому чемпіонаті світу в Індії, де відзначився п'ятьма забитими голами.

## Титули
Баварія
 Чемпіон Німеччини: 2019/20
 Переможець Кубка Німеччини: 2019/20
 Переможець Ліги чемпіонів УЄФА: 2019/20
 Переможець Суперкубка УЄФА: 2020
 Переможець Суперкубка Німеччини: 2020
Індивідуальні
- Медаль Фріца Вальтера: 2017